# Erioptera (Meterioptera) bicornifer
Erioptera (Meterioptera) bicornifer is een tweevleugelige uit de familie steltmuggen (Limoniidae). De soort komt voor in het Palearctisch en Australaziatisch gebied.